# Xanthorhoe griphodeata
Xanthorhoe griphodeata är en fjärilsart som beskrevs av Jules Pièrre Rambur 1866. Xanthorhoe griphodeata ingår i släktet Xanthorhoe och familjen mätare. Inga underarter finns listade i Catalogue of Life.